# Carregador de caixão

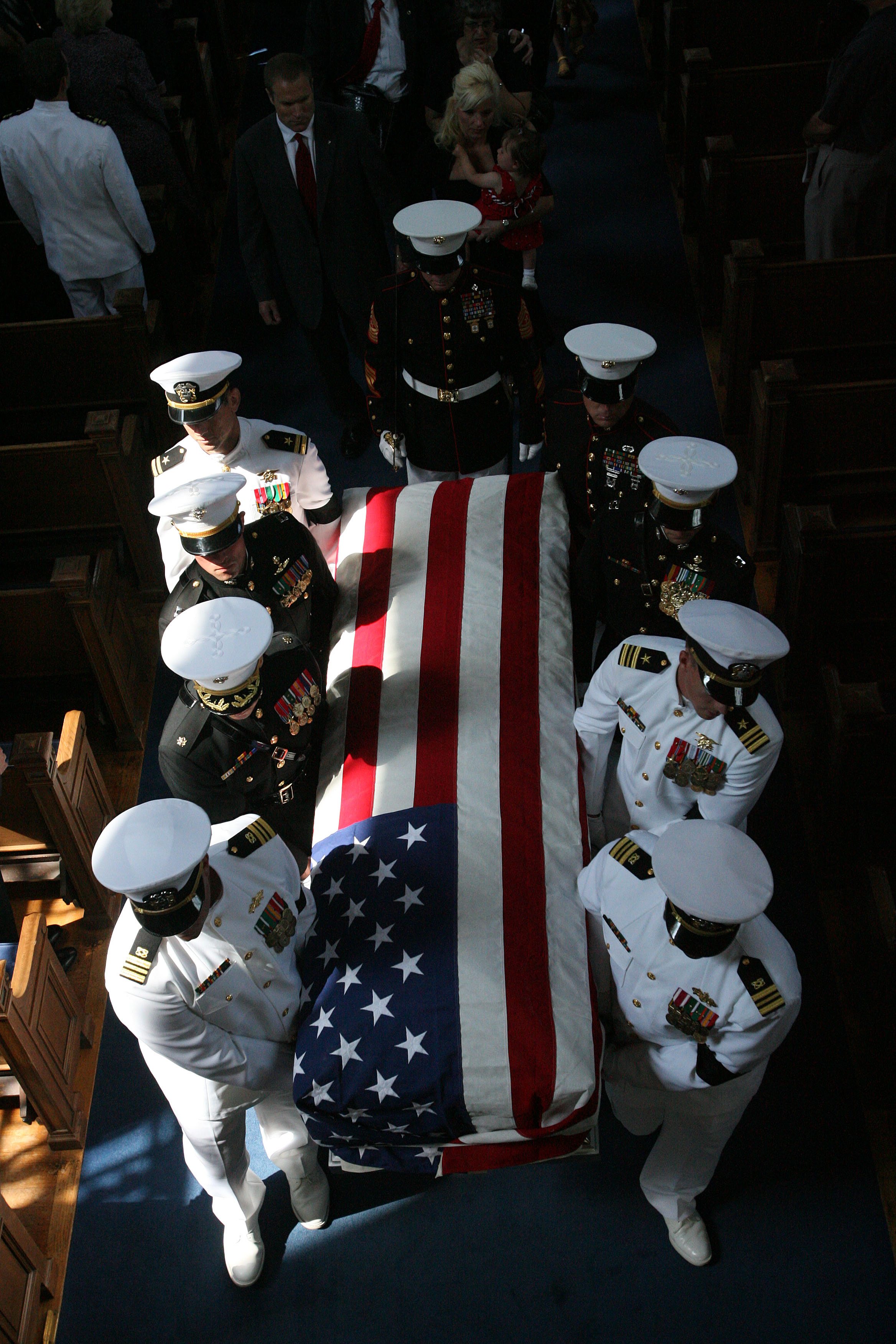
Carregadores de caixão carregam o caixão do Major Douglas A. Zembiec, do Corpo de Fuzileiros Navais dos Estados Unidos

Um carregador de caixão é um dos vários participantes que ajudam a transportar o caixão em um funeral. Eles podem usar luvas brancas para evitar danos ao caixão e mostrar respeito à pessoa falecida.
Nas culturas ocidentais, os carregadores de caixão são geralmente membros da família do sexo masculino, amigos íntimos ou colegas do falecido. Uma exceção notável foi o funeral de Lee Harvey Oswald, em que os repórteres, prestados serviço para carregar o caixão, superavam em número os enlutados. Em algumas culturas africanas, os carregadores de caixão não são membros da família, mas são equipes de agências funerárias profissionais que são pagas por seus serviços. O primeiro dever de um carregador de caixão é aparecer pelo menos trinta minutos antes do funeral começar, pois a direção do funeral pode fornecer instruções. Em segundo lugar, eles também serão notificados sobre onde poderão sentar-se durante o serviço fúnebre e durante o qual o caixão será transportado. Em terceiro lugar, os carregadores de caixão carregam o caixão para a área de descanso final após o funeral. Dependendo da tradição, os carregadores de caixão carregavam o caixão nos ombros ou na cintura.
Às vezes, carregadores de caixão adicionais, conhecidos como carregadores de caixão honorários, andam atrás ou diretamente na frente do caixão. Esse tipo de carregadores de caixão costuma ser um cavalheiro na profissão do falecido que alcançou mérito significativo em sua posição.

## Etimologia

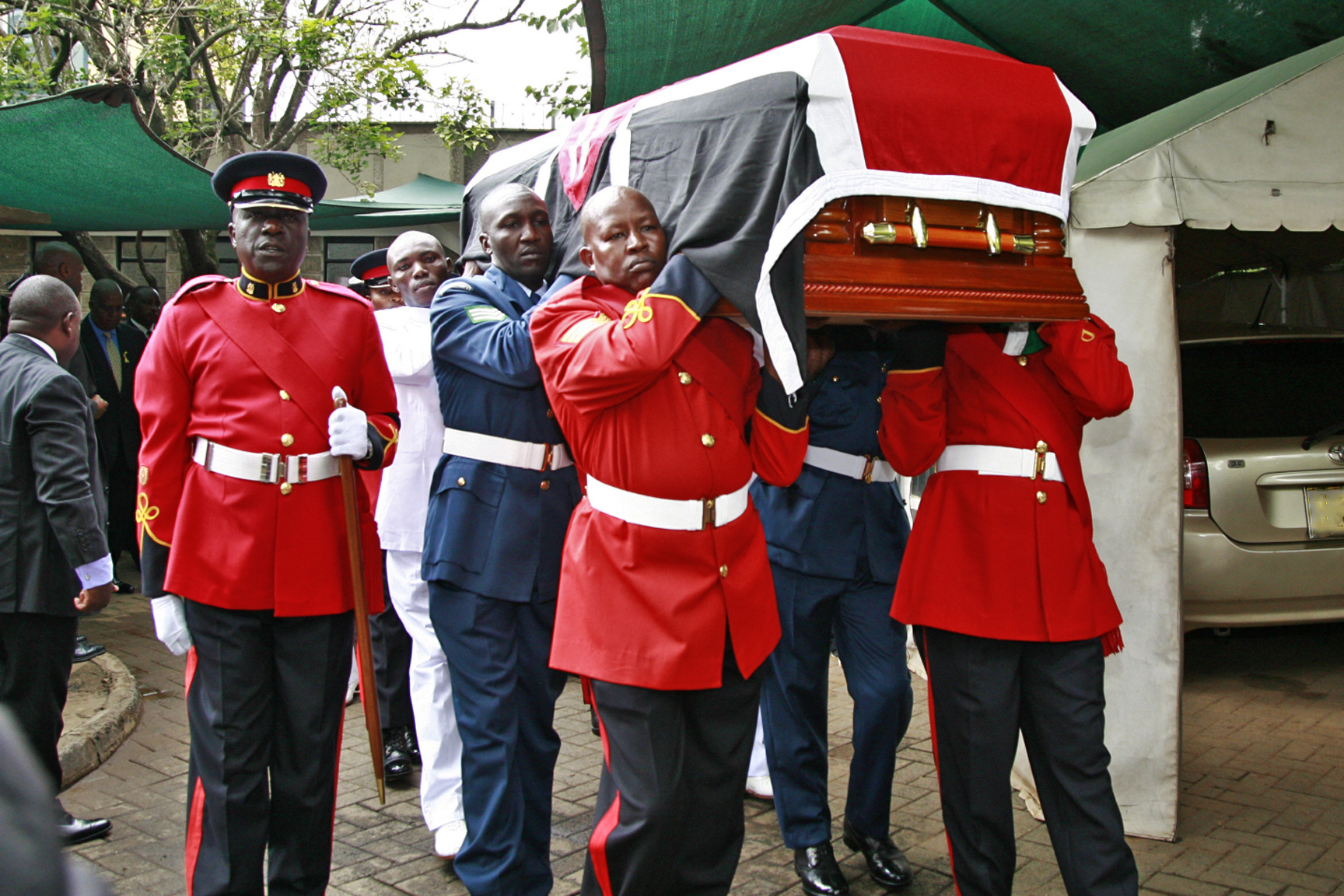
Carregadores de caixão no enterro de um dignitário no Quênia

Um manto é um pano pesado que é colocado sobre um caixão. Assim, o termo carregador de caixão é usado para significar alguém que "carrega" o caixão que o manto cobre. Na época romana, um soldado usava uma capa ou manto chamado pallium. O encaminhamento rápido para os tempos medievais e o pálio foi reduzido para paládio. Os cristãos usariam uma cortina para cobrir seus entes queridos quando os enterrassem.

## Cultura budista
Nas tradições culturais budistas do luto, muitas vezes exige que os carregadores de caixão tenham uma dieta vegetariana que exclua alho, cebola, alho-poró e cebolinha. Eles também tendem a se abster de álcool por pelo menos 49 dias após a morte. Pensa-se que essa seja a duração máxima provável entre o renascimento e a morte. Portanto, os atos podem ser realizados com frequência durante essa duração, a fim de dar mérito aos mortos. Assim, isso leva ao ritual de 'encerramento' no último dia. Em todas as tradições do budismo, parece haver um espírita que se comunica com os mortos a pedido do carregadores de caixão. Geralmente, o principal motivo é garantir que haja mérito suficiente produzido pela família do falecido para impedir um renascimento indesejado.

## Cultura britânica
O arranjo para o funeral da princesa Louise durante 1768, realizou o primeiro anúncio de que as mulheres deveriam ser utilizadas como carregadoras no funeral. Garter notificou prontamente o lorde Chamberlain que as damas haviam entrado em um processo fúnebre de luto ou atendentes sob os chefes de luto. Segurar o manto ou transportar o caixão fora uma tremenda honra. Os carregadores de caixão puderam chegar à realeza, algo que poucos tiveram permissão.